# Haus Kummerveldt
Haus Kummerveldt ist eine sechsteilige Miniserie.

## Handlung
Luise von Kummerveldt möchte als Schriftstellerin berühmt werden und arbeitet zielstrebig an ihrem ersten Manuskript.

## Hintergrund
Die Pilotfolgen wurde im Juni und Juli 2019 im Münsterland gedreht. Die Premiere fand am 21. Januar 2020 beim Filmfestival Max Ophüls Preis in Saarbrücken statt. Weitere Dreharbeiten folgten 2022. Am 6. Juli 2023 erfolgte die Veröffentlichung in der Arte-Mediathek.

## Auszeichnungen
Im April 2024 wurden Mark Lorei (Idee/Regie), Charlotte Krafft (Buch), Cécil Joyce Röski (Buch), Lotte Ruf (Produktion) und Milena Straube (Darstellung) mit dem Grimme-Preis Spezial ausgezeichnet.

## Spin-Off
Mit Förderung durch das Medienboard Berlin-Brandenburg entstand ab 2023 die Kurzvideo-Serie "Der korrekte Diener". Fabian Nolte erklärt darin in der Rolle als Hausdiener Hermann-Josef die Tätigkeiten eines Dieners zur Zeit der Jahrhundertwende sowie weitere zeitgenössische Themen.